# Erimacrus isenbeckii
Genre
Espèce
Erimacrus isenbeckii est une espèce de crabes de la famille des Cheiragonidae.

## Distribution
Ce crabe se rencontre dans la mer d'Okhotsk et l'océan Pacifique.

## Référence
- Brandt, 1848 : Vorläufige Bemerkungen über eine neue eigenthümliche, der Fauna Russlands angehörige Gattung der Krabben. Bulletin physico-mathématique de l'Academie de Saint-Pétersbourg, vol. 7, p. 179.
- Benedict, 1892 : Corystoid crabs of the genera Telmessus and Erimacrus. Proceedings of the United States National Museum, vol. 15, n. 900, p. 223–230.